# 昭和グループ
昭和グループ（しょうわグループ）は、福岡県福岡市に本社を置く株式会社SEEDホールディングス（シードホールディングス）を持株会社として、昭和自動車を始めとする企業グループである。株式会社のほか、学校法人・財団・基金で構成されている。

## 概要
1937年（昭和12年）、昭和グループ創始者である金子道雄が、昭和自動車の経営権を譲り受けたことからスタートし、主に自動車販売やバス・タクシーなど運送事業を中心に発展した。
昭和自動車は佐賀県唐津市を拠点に展開する路線バス事業を中心としており、本社も唐津市に置いているが、グループの本部は福岡県福岡市にあり、グループ企業も半数近くは福岡県内の企業である。現在も創業者の金子一族による同族経営が行われている企業グループである。
2010年代から事業見直しを進めており、2012年に昭和タクシーおよび福岡昭和タクシーの糸島地区でのタクシー事業を昭和自動車のタクシー部門として経営統合。2014年にはガソリンスタンドを運営する昭和商事石油を新出光に、2015年にはリゾートホテルの唐津シーサイドホテルをDHCに、青果市場の佐賀中央青果市場を直方建材グループの甘木青果市場にそれぞれ譲渡した。
2019年10月には、トヨタ自動車から福岡トヨペットの全株式を取得した。
2020年4月、当グループの福岡トヨタ・トヨタカローラ福岡・ネッツトヨタ福岡・福岡トヨペットが計50%、トヨタモビリティサービス（TMS）が35%、グループ外のトヨタカローラ博多・ネッツトヨタ北九州・ネッツトヨタ西日本が各5%出資にてトヨタモビリティサービス福岡を設立したが、2024年4月にTMS本体へ吸収合併、同社福岡支社となった。

## 企業一覧

### 交通関連
- 昭和自動車
- 福岡昭和タクシー

### 物流
- トヨタL&F福岡

### 自動車関連
- 福岡トヨタ自動車
  - 長崎トヨタ - 旧西九州トヨタの長崎県事業を福岡トヨタが承継。
- 佐賀トヨタ自動車
  - 西九州トヨタ自動車とネッツトヨタ佐賀を吸収合併（西九州トヨタが存続会社、合併と同時に社名変更）。2024年10月にカーメイクショップ佐賀を吸収合併した[7]。
- トヨタカローラ福岡
- 福岡トヨペット
- ネッツトヨタ福岡
- トヨタレンタリース福岡
  - 2025年4月1日にトヨタレンタリース博多を吸収合併。
- トヨタレンタリース佐賀

### 生活関連
- 唐津青果
- 昭和フード
- 昭和グループマーケティング

### 情報・金融
- ソアー

### 教育・福祉・福利厚生
- 金子財団
- 昭和学園
- 昭和グループ企業年金基金
- SEEDホールディングス